# Marsdenia gallardoae
Marsdenia gallardoae là một loài thực vật có hoa trong họ La bố ma. Loài này được Lozada-Pérez mô tả khoa học đầu tiên năm 2000.